# Dentalsuffix
Der Ausdruck Dentalsuffix kommt gelegentlich in der Sprachwissenschaft (Linguistik) vor und bezeichnet ein Suffix (also eine Wortendung), dessen Konsonant ein Dental (ein an den Zähnen gebildeter Konsonant) ist. (Vergleiche zum Beispiel den Artikel unregelmäßiges Verb.)

## Beispiel aus dem Deutschen
Im Deutschen sind die Vergangenheitsformen (Präterita) der schwachen Verben Dentalsuffixe (Dentalpräteritum). Die Vergangenheitsform von „spielen“ lautet in der 3. Person Singular Indikativ: „spielte“. Zerlegt man dieses Wort in seine Bestandteile (Morphe), so erhält man: „spiel-t-e“, wobei „-t-“ das Dentalsuffix ist: [t] wird gelegentlich als Dental bestimmt. Die Bildung des Präteritums schwacher Verben mit Dentalsuffix ist eine Neuerung der germanischen Sprachen, die sie von den anderen indogermanischen Sprachen unterscheidet.
Diese Bezeichnung ist für das Deutsche nicht ganz korrekt, da der Konsonant [t] im Deutschen ein Alveolar ist, das heißt, er wird am Zahndamm gebildet und nicht direkt an den Zähnen.